# Amblyeleotris biguttata
Amblyeleotris biguttata és una espècie de peix de la família dels gòbids i de l'ordre dels perciformes.

## Morfologia
Els mascles poden assolir els 7,8 cm de longitud total.

## Distribució geogràfica
Es troba a Salomó i Nova Caledònia.